# مصطفى اليزناسني
مصطفى اليزناسني (22 نوفمبر 1939، تطوان - 17 نوفمبر 2019، الرباط)، صحفي وحقوقي مغربي.

## مسيرته
وُلد مصطفى اليزناسني بمدينة تطوان في 22 نوفمبر 1939. حصل على دبلوم في العلوم الاجتماعية بجامعة صوفيا في بلغاريا، وتولى مسؤولية رئيس تحرير جريدة «الكفاح الوطني» ما بين 1965 و1967، ثم محررا بصحيفة «العلم».
ما بين 1970 و1971، شغل منصبي سكرتير تحرير بوكالة المغرب العربي للأنباء، وكان ملحقا صحفيا وقائما بالأعمال في سفارة المغرب بنواكشوط سنة 1975.
وفضلا عن تولي منصب مدير النشر بجريدتي «الميثاق الوطني» و«مغرب أنفورماسيون»، كان اليزناسني عضوا سابقا بالنقابة الوطنية للصحافة المغربية، وعضوا سابقا بالمكتب الوطني لاتحاد كتاب المغرب.
كان اليزناسني أيضا عضوا مؤسِّسا للمنظمة المغربية لحقوق الانسان، كما كان ضمن تشكيلة المجلس الاستشاري لحقوق الإنسان بين سنتي 2007 و2011، واستمر عطاؤه ضمن المجلس الوطني لحقوق الإنسان.
وكان أيضا عضوا باللجنة المغربية الإسبانية «ابن رشد» (مؤسسة تعنى بتوطيد العلاقات الثقافية والاقتصادية بين المملكة المغربية والمملكة الإسبانية)، وهو أيضا عضو سابق بهيئة الإنصاف والمصالحة.

## تكريمات
حصل مصطفى اليزناسني على الجائزة التقديرية التي منحتها لجنة تحكيم الجائزة الوطنية الكبرى للصحافة، في دورتها السادسة عشرة، برسم سنة 2018.